# Pandelia angularis
Pandelia angularis är en ormstjärneart som först beskrevs av George Richard Lyman 1878.  Pandelia angularis ingår i släktet Pandelia och familjen trådormstjärnor. Inga underarter finns listade i Catalogue of Life.